# Růžena Kurzová
Růžena Kurzová (née Höhmová ; Prague, 6 juin 1880 – Prague, 20 décembre 1938) est une pianiste et pédagogue tchèque, épouse de Vilém Kurz et, comme lui, élève de Jakub Holfeld.

## Biographie
Růžena Kurzová étudie le piano avec Jakub Holfeld, puis avec son futur mari, Vilém Kurz. Dès 1898, elle est assistante de Kurz au Conservatoire de Lwów et professeur en 1917. À partir de 1919 et jusqu'à 1929, elle enseigne à Brno. Elle passe la dernière décennie de sa vie à Prague. En 1930, elle complète et publie un ouvrage sur la technique et l'enseignement du piano.
Elle a contribué à la formation artistique de Rudolf Firkušný (Brno, 1920–1927) et Gideon Klein (Prague, 1931-1938). Parmi ses autres élèves figure Ján Cikker.
Sa fille, Ilona Štěpánová-Kurzová est également une grande pédagogue de l'école de piano tchèque.

## Écrit et éditrice
À partir du travail de Vilém Kurz :
- Postup při vyučování hře na klavír : Příručka pro učitele i žáka [procédure pour l'enseignement du piano : guide pour les enseignants et les élèves] (Brno, Pazdírek 1930) (OCLC 85541463)

En tant qu'éditrice
- Zdeněk Fibich, Sonatine en ré mineur (Urbánek 1932) (OCLC 174178519)
- Zdeněk Fibich, Valčík [Valse] (Urbánek 1935)